# Col du Portel
Der Col du Portel ist ein Gebirgspass im Département Aude zwischen Perpignan und Foix in den französischen Pyrenäen. Er hat eine Höhe von 601 m.

## Tour de France
Im Jahre 2012 wurde der Col du Portel von der Tour überquert. Sieger der Bergwertung wurde damals der Franzose Thomas Voeckler.

### Sieger der Bergwertung
| Jahr | Etappe | Kategorie | Sieger          |
| ---- | ------ | --------- | --------------- |
| 2012 | 14     | 2         | Thomas Voeckler |